# Visitorsko jezero
Der Visitorsko jezero ist ein Bergsee im Visitor-Massiv, etwa 5 km nordwestlich des Ortes Plav im Osten von Montenegro. Der See liegt auf einer Höhe von 1.820 m, ist 4 m tief, 92 m lang sowie 73 m breit und nimmt eine Fläche von etwa 5.000 m² ein. Bemerkenswert ist die schwimmende Insel, die etwa ein Viertel der Fläche des Sees bedeckt. Laut einer Legende entstand diese Insel aus einem Floß, dass von ortsansässigen Schäfern gebaut wurde. In der Nacht brachten sie ihre Tiere vor wilden Tieren, wie etwa Wölfen, auf dem „Floß“ in Sicherheit.